# Eugenia loeseneri
Eugenia loeseneri är en myrtenväxtart som beskrevs av Ignatz Urban. Eugenia loeseneri ingår i släktet Eugenia och familjen myrtenväxter. Inga underarter finns listade i Catalogue of Life.